# Simbolo P di Riemann
In matematica, il simbolo P di Riemann è stato introdotto per rappresentare in modo semplice e immediato le soluzioni dell'equazione di Papperitz-Riemann, in quanto risulta molto comodo da maneggiare, possiede semplici proprietà di trasformazione e permette di ricostruire la soluzione nella sua forma esplicita in qualunque momento. Questo simbolo viene utilizzato per varie formule riguardanti funzioni speciali.

## Definizione
Data un'equazione di Papperitz-Riemann avente {\displaystyle \xi _{1}}, {\displaystyle \xi _{2}} e {\displaystyle \xi _{3}} come punti fuchsiani, se {\displaystyle (\alpha _{1},\beta _{1})}, {\displaystyle (\alpha _{2},\beta _{2})} e {\displaystyle (\alpha _{3},\beta _{3})} sono i rispettivi esponenti delle soluzioni, la corrispondente P di Riemann è data da:
{\displaystyle u=P{\begin{Bmatrix}\xi _{1}&\xi _{2}&\xi _{3}\\\alpha _{1}&\alpha _{2}&\alpha _{3}&z\\\beta _{1}&\beta _{2}&\beta _{3}\end{Bmatrix}}}
Nel simbolo quindi compaiono i punti singolari nella prima linea e i relativi esponenti della soluzione al di sotto di essi; nella quarta colonna compare la variabile che si considera come indipendente. È opportuno notare che esso indica una qualsiasi soluzione dell'equazione differenziale data; equivalentemente esso potrebbe essere interpretato come l'insieme di tutte le soluzioni.
Per esempio, data l'equazione di Legendre:
{\displaystyle (z^{2}-1){\frac {d^{2}u(z)}{dz^{2}}}+2z{\frac {du(z)}{dz}}-\lambda (\lambda +1)u(z)=0}
che si vede avere tre punti fuchsiani in {\displaystyle z=-1,+1,\infty } con corrispondenti esponenti {\displaystyle (0,0)}, {\displaystyle (0,0)} e {\displaystyle (-\lambda ,\lambda +1)}, per dire che {\displaystyle u(z)} è una soluzione si potrà scrivere:
{\displaystyle u=P{\begin{Bmatrix}-1&+1&\infty \\0&0&-\lambda &z\\0&0&\lambda +1\end{Bmatrix}}}
In questa equazione il simbolo di uguaglianza si potrebbe sostituire con quello di appartenenza.
Gli esponenti soddisfano la restrizione:
{\displaystyle \sum _{i=1}^{3}(\alpha _{i}+\beta _{i})=1}
così da assicurarsi che l'equazione abbia solo tre punti singolari. Si può notare che uno dei punti fuchsiani è il punto all'infinito; tuttavia ogni punto mappato al finito può essere portato all'infinito tramite una semplice trasformazione conforme e, viceversa, si può trasformare una equazione con un punto fuchsiano all'infinito in una con tutte le singolarità al finito. Quindi la teoria delle equazioni di Papperitz-Riemann per i punti al finito rimane ancora valida anche per le equazioni con un punto all'infinito.

## Proprietà del Simbolo P
Il simbolo P di Riemann gode di un certo numero di proprietà che si dimostrano assai utili per la ricerca pratica delle soluzioni di un'equazione di Papperitz-Riemann. Ad esempio, è immediato notare che è invariante per permutazione delle prime tre colonne, dato che i tre punti singolari considerati sono tutti dello stesso tipo. Così, per esempio:
{\displaystyle u=P{\begin{Bmatrix}\xi _{1}&\xi _{2}&\xi _{3}\\\alpha _{1}&\alpha _{2}&\alpha _{3}&z\\\beta _{1}&\beta _{2}&\beta _{3}\end{Bmatrix}}=P{\begin{Bmatrix}\xi _{2}&\xi _{1}&\xi _{3}\\\alpha _{2}&\alpha _{1}&\alpha _{3}&z\\\beta _{2}&\beta _{1}&\beta _{3}\end{Bmatrix}}}
Inoltre, siccome non c'è alcuna caratterizzazione particolare degli esponenti, gli esponenti {\displaystyle \alpha _{i},\beta _{i}} possono essere invertiti e si può dunque avere:
{\displaystyle u=P{\begin{Bmatrix}\xi _{1}&\xi _{2}&\xi _{3}\\\alpha _{1}&\alpha _{2}&\alpha _{3}&z\\\beta _{1}&\beta _{2}&\beta _{3}\end{Bmatrix}}=P{\begin{Bmatrix}\xi _{1}&\xi _{2}&\xi _{3}\\\beta _{1}&\alpha _{2}&\alpha _{3}&z\\\alpha _{1}&\beta _{2}&\beta _{3}\end{Bmatrix}}}
La P di Riemann è inoltre invariante per la moltiplicazione di una costante, in quanto rappresenta una generica soluzione di un'equazione differenziale che rimane definita a meno di una costante arbitraria:
{\displaystyle u=P{\begin{Bmatrix}\xi _{1}&\xi _{2}&\xi _{3}\\\alpha _{1}&\alpha _{2}&\alpha _{3}&z\\\beta _{1}&\beta _{2}&\beta _{3}\end{Bmatrix}}=K^{a}P{\begin{Bmatrix}\xi _{1}&\xi _{2}&\xi _{3}\\\alpha _{1}&\alpha _{2}&\alpha _{3}&z\\\beta _{1}&\beta _{2}&\beta _{3}\end{Bmatrix}}}
Un'altra proprietà molto usata è l'invarianza del simbolo P di Riemann per trasformazioni omografiche del tipo:
{\displaystyle z'={\frac {az+b}{cz+d}}\qquad ad-bc\neq 0}
Vale infatti la relazione:
{\displaystyle P{\begin{Bmatrix}\xi _{1}&\xi _{2}&\xi _{3}\\\alpha _{1}&\alpha _{2}&\alpha _{3}&z\\\beta _{1}&\beta _{2}&\beta _{3}\end{Bmatrix}}=P{\begin{Bmatrix}\xi _{1}^{*}&\xi _{2}^{*}&\xi _{3}^{*}\\\alpha _{1}&\alpha _{2}&\alpha _{3}&z'\\\beta _{1}&\beta _{2}&\beta _{3}\end{Bmatrix}}\qquad *}
che ha la proprietà quindi di trasformare l'equazione di Papperitz-Riemann in una analoga equazione in cui le posizioni dei punti singolari sono mutate in accordo con la precedente relazione sopra, ma gli esponenti ad essi relativi rimangono invariati.
Analogamente alla {\displaystyle *}, che permette di spostare i punti singolari di un'equazione di Papperitz-Riemann lasciandone però invariati gli esponenti (e quindi l'andamento della soluzione in un intorno dei punti), vi è una proprietà che permette di lasciare invariati i punti singolari ma modificarne gli esponenti e quindi l'andamento della soluzione in un loro intorno. La più generale di queste trasformazioni può scriversi nella forma:
{\displaystyle P{\begin{Bmatrix}\xi _{1}&\xi _{2}&\xi _{3}\\\alpha _{1}&\alpha _{2}&\alpha _{3}&z\\\beta _{1}&\beta _{2}&\beta _{3}\end{Bmatrix}}=(z-\xi _{1})^{\gamma _{1}}(z-\xi _{2})^{\gamma _{2}}(z-\xi _{3})^{\gamma _{3}}P{\begin{Bmatrix}\xi _{1}&\xi _{2}&\xi _{3}\\\alpha _{1}-\gamma _{1}&\alpha _{2}-\gamma _{2}&\alpha _{3}-\gamma _{3}&z\\\beta _{1}-\gamma _{1}&\beta _{2}-\gamma _{2}&\beta _{3}-\gamma _{3}\end{Bmatrix}}\qquad **}
con {\displaystyle \gamma _{1}}, {\displaystyle \gamma _{2}} e {\displaystyle \gamma _{3}} costanti arbitrarie legate solamente dalla relazione {\displaystyle \gamma _{1}+\gamma _{2}+\gamma _{3}=0}, condizione necessaria per mantenere ancora valida la relazione tra gli esponenti {\displaystyle \alpha _{i}} e {\displaystyle \beta _{i}} riportata sopra.
Come caso particolare della {\displaystyle **} si ha:
{\displaystyle P{\begin{Bmatrix}\xi _{1}&\xi _{2}&\xi _{3}\\\alpha _{1}&\alpha _{2}&\alpha _{3}&z\\\beta _{1}&\beta _{2}&\beta _{3}\end{Bmatrix}}=\left({\frac {z-\xi _{1}}{z-\xi _{2}}}\right)^{\gamma }P{\begin{Bmatrix}\xi _{1}&\xi _{2}&\xi _{3}\\\alpha _{1}-\gamma &\alpha _{2}+\gamma &\alpha _{3}&z\\\beta _{1}-\gamma &\beta _{2}+\gamma &\beta _{3}\end{Bmatrix}}}
e se ad esempio il punto {\displaystyle \xi _{3}} è il punto all'infinito si ottiene che:
{\displaystyle P{\begin{Bmatrix}\xi _{1}&\xi _{2}&\infty \\\alpha _{1}&\alpha _{2}&\alpha _{3}&z\\\beta _{1}&\beta _{2}&\beta _{3}\end{Bmatrix}}=(z-\xi _{1})^{\gamma }P{\begin{Bmatrix}\xi _{1}&\xi _{2}&\infty \\\alpha _{1}-\gamma &\alpha _{2}&\alpha _{3}+\gamma &z\\\beta _{1}-\gamma &\beta _{2}&\beta _{3}+\gamma \end{Bmatrix}}}
poiché:
{\displaystyle (z-\xi _{1})^{\gamma }\sim \left({\frac {1}{z}}\right)^{-\gamma }\qquad z\rightarrow \infty }
Come già accennato, le proprietà {\displaystyle *} e {\displaystyle **} risultano particolarmente importanti nella risoluzione pratica di equazioni totalmente fuchsiane con tre punti fuchsiani poiché permettono di fissare sempre le singolarità nei punti più comodi alla risoluzione.